# 英里每小時

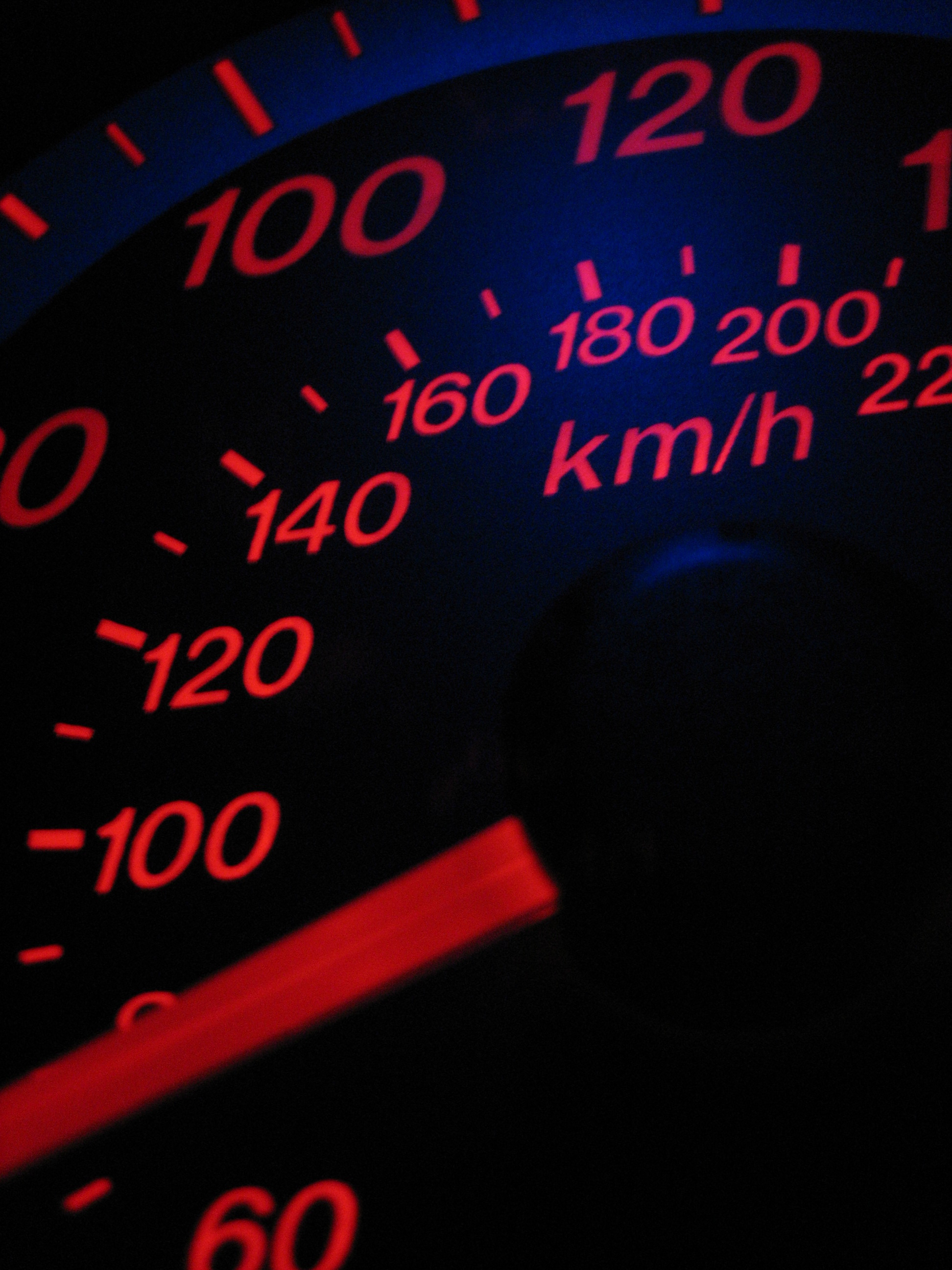
在汽車上的時速錶，備有km/h及mph指標。

英里每小時（英語：mile per hour），简称迈（英語：mph）。速度计量单位，表示每小時经过的英里距离。在英国、美国、安提瓜和巴布达、波多黎各四国是法定车速限制标准单位。除此之外在一些前英國殖民地和英聯邦國家也有被部分使用。它通常可以用于在车速限制、網球的發球速度、熱帶氣旋的中心

## 換算
1英里每小時等於：
- 0.44704 m/s，国际单位制导出单位
- 1.609344 km/h
- 22/15 = 1.4667 英尺每秒（feet per second）
- 大約 0.868976 節